# Vári Mihály
Karmaci Vári Mihály (17. század közepe – Nagykőrös, 1723) bölcseleti doktor, református lelkész.

## Élete
Debrecenben tanult, ahol 1672. április 5-én subscribált először (a felső osztályba lépett), másodszor 1675. április 22-én. Ezután a külföldi egyetemeken volt és ott «doctor philosophiae» és «liberatium artium magister» címet nyert; 1681. szeptember 1-je előtt a debreceni református főiskolában a fiúk tanítója volt. 1684-85-ben a leideni egyetemen tanult. 1699-ben Deregnyőről Szatmárra vitték papnak. 1701. április 19-én Debrecenben lett tanár. 1708-ban Szatmárra ment papnak és egyházmegyei jegyző lett, 1710. szeptember 30-án pedig szatmári esperesnek megerősíttetett. 1712. július 5-én a villám megütötte Krisztina nevű 14 éves leányát. Ezután magányban élt Szatmárt 1717-ig; esperesi hivatalát azonban megtartotta. Egyházmegyéjével folytonos surlódásban volt; 1717-ben mégis megválasztották Szatmáron ismét papnak; 1719-ben esperesi hivatalától is meg kellett válnia; 1722-ig mégis megtartották papnak Szatmárt; ekkor végül el kellett hagynia Szatmárt és 1723-ban Nagykőrösön végezte be viszontagságos életét.

## Munkái
- Theorema Philosohpicum de Natura & Modo praesentiae Rerum Intellectualium ducta viae Analyticae investigatum... Lugdununi Batavorum 1684. (Wariensis).
- Disputatio Philosophica Inauguralis. De Metallo Regio... Uo. 1685. (Wariensis).
- Thabera, az az: Istennek ollyan meggyulladott tüze, mellyet az égből hirtelen botsátott n. Szatmár vármegyében Szatmár király városában Vári Mihály szathmári ref. tractus esperestyének házára és ebben kegyességgel és jó erköltsel magát mindeneknél kedveltető szép hajadon leányára Vári Krisztinára kinek is 1713. eszt. 2. júl. ezen mennyből le lövetett sebes tűz és annak kénköves gyullasztó ereje által orrán és száján kitakarodó piros vérének folyásával a nyugtató halálban való el-aluttatását meg keseredett szívű édes attya ezen munkája által akarta tiszti szerint hirdetni s örök emlékezetben hagyni. Kolozsvár, 1716.